# Nina Vislova
Nina Guennadievna Vislova (russe : Нина Геннадьевна Вислова) est une joueuse de badminton russe née le 4 octobre 1986 à Moscou.
En double dames, elle est avec Valeria Sorokina médaillée de bronze olympique en 2012 à Londres.